# 御臨鄉
御臨鄉，是四川省鄰水縣曾经下辖的一个乡。

## 沿革
- 1949年12月，九龍區人民政府即建立了御臨鄉公所。1952年8月，御臨鄉公所劃歸第五區()公所管轄。1953年4月24日，縣政府決定御臨鄉分劃為石埡鄉、草堰鄉(9月4日改稱冷水埡鄉)、白池鄉3個鄉，御臨鄉公所撤銷。[1]